# 卡馬爾·米勒
卡馬爾·安東尼·米勒（英語：Kamal Anthony Miller；1997年5月16日—）是一名加拿大足球員，司職後衛。

## 生平

### 俱樂部生涯
2020年，米勒美職聯擴軍選秀中被奧斯汀FC選中，但隨即以225000美元的轉會費被交易到CF蒙特利爾。

### 國家隊生涯
米勒曾在2017年入選加拿大U-20男足，隨隊出征中北美U-20錦標賽。
2019年3月，米勒第一次入選加拿大大國家隊出征中北美國家聯賽的大名單。同年6月，米勒再次入選大名單，隨隊出征中北美金盃。6月23日，米勒在加拿大男足對陣的比賽中替補上陣，完成國家隊首秀。
2021年，米勒入選加拿大男足出征2021年中北美金盃的大名單。